# Mizu shōbai
Mizu shōbai (水商売?   literalmente "comercio del agua") es un eufemismo que se utiliza en Japón para designar aquellos trabajos en los que no se ofrece un salario fijo por contrato, sino que los ingresos dependen de la popularidad del trabajador entre sus seguidores o clientes.

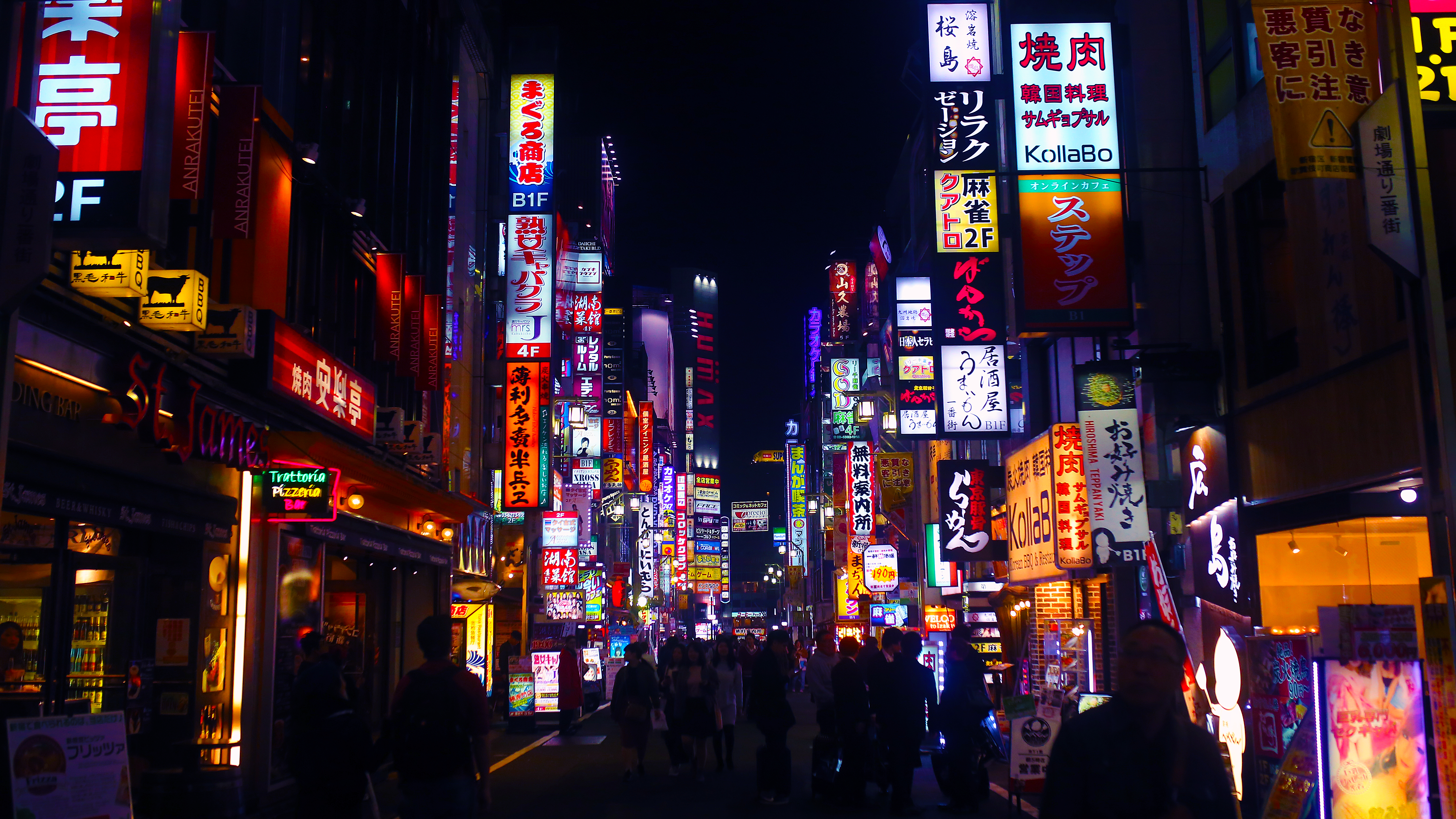
Vida nocturna en el barrio de Kabukichō, en Tokio.

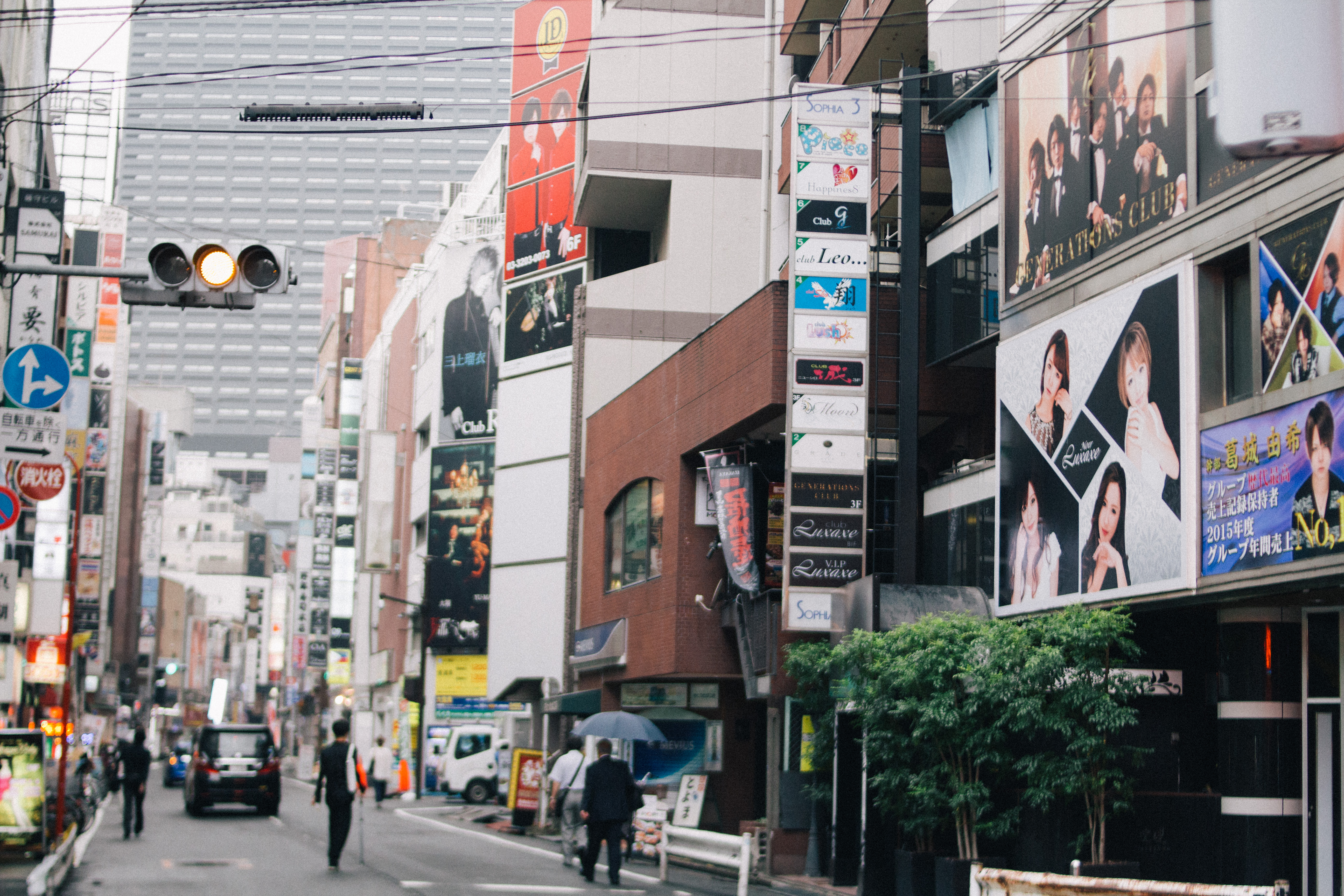
Anuncios de host clubs y cabaret clubs en Kabukichō

En su sentido más amplio, engloba las industrias de la televisión, el teatro y el cine, pero en un sentido más restringido hace referencia al sector del entretenimiento nocturno, particularmente los negocios donde se sirve alcohol o se ejerce el trabajo sexual. Bares, cabarets, hostess clubs, image clubs, salones rosas y soaplands son establecimientos que forman parte del mizu shōbai, y tradicionalmente también las geishas y los actores de kabuki, aunque no son trabajadores sexuales.

## Etimología
Aunque el origen del término mizu shōbai  es objeto de debate, es probable que surgiera durante el shogunato Tokugawa (1603-1868), un periodo en el que se implantaron los grandes baños públicos y una enorme red de posadas que ofrecían "baños calientes y desahogo sexual", y en el que se expandieron los barrios de geishas y cortesanas por las ciudades de todo el país. Partiendo del concepto de búsqueda de placer del estilo de vida ukiyo ("mundo flotante, fugaz o transitorio"), el término mizu shōbai es una metáfora de la flotación, la bebida y la fugacidad de la vida.
Según una hipótesis propuesta por el Diccionario Etimológico Japonés (日本語源大辞典 Nihon Gogen Daijiten?), el término procedería de la expresión japonesa "ganar o perder es cuestión de azar" (勝負は水物だ shōbu wa mizumono da?), en la que la traducción literal de "cuestión de azar" (水物 mizumono?) es "cuestión de agua". En las actividades nocturnas, los ingresos dependen en gran medida de factores variables y fluctuantes, como el número, la fidelidad y el estado de ánimo de los clientes, la popularidad, la moda, la climatología o la situación económica. Así, el éxito y el fracaso cambian tan rápidamente como una corriente de agua. Por su parte, el Diccionario de Coloquialismos del Japonés (日本俗語大辞典 Nihon Zokugo Daijiten?) señala que el término también podría derivar de la expresión doromizu-kagyō (泥水稼業?), que significa "negocio del agua turbia" y se refiere a ganarse la vida en los barrios rojos, o del término del período Edo mizuchaya (水茶屋?), que hace referencia a un salón de té público.